# Estadio Parque Osvaldo Roberto
El Parque Osvaldo Roberto es un estadio de fútbol propiedad del Racing Club de Montevideo, ubicado en el barrio Sayago de la ciudad de Montevideo. El predio cuenta en total con 20 000 metros cuadrados y tiene una capacidad actual para 4500 espectadores.

## Historia
Fue inaugurado el 5 de octubre de 1941 y el 25 de julio de 1948 recibió su actual denominación en honor a uno de los hermanos fundadores del club.
El primer encuentro disputado en el Parque Roberto fue entre el equipo de Racing y el Club Atlético Bella Vista en un partido que terminó en empate 1 a 1. 
En noviembre del 2014 este escenario fue elegido por la Selección de Costa Rica para entrenarse previo a un encuentro amistoso ante la Selección Uruguaya.